# Konstantin Ławronienko
Konstantin Nikołajewicz Ławronienko, ros. Константи́н Никола́евич Лавро́ненко (ur. 20 kwietnia 1961 w Rostowie nad Donem) – rosyjski aktor ukraińskiego pochodzenia.

## Kariera
W latach 1978–1979 studiował aktorstwo w Rostowskiej Wyższej Szkole Sztuki (Ростовское училище искусств). Po służbie w armii radzieckiej, którą odbył w latach 1979–1981, do 1985 roku uczęszczał do studium teatralnego przy MChAT. W 2003 roku zagrał ojca w debiucie reżyserskim Andrieja Zwiagincewa Powrót. Film okazał się dużym sukcesem, zdobywając między innymi Złotego Lwa. Ponownie u Zwiagincewa Ławronienko pojawił się w dramacie Wygnanie. Zagrał również w telewizyjnej produkcji Archanioł (u boku Daniela Craiga) oraz w filmie Piotra Trzaskalskiego Mistrz.

## Nagrody
Za rolę w Wygnaniu otrzymał Złotą Palmę dla najlepszego aktora.

## Filmografia
- 2010: Kajínek
- 2007: Wygnanie (Izgnanie)
- 2005: Mistrz
- 2005: Archanioł (Archangieł)
- 2003: Powrót (Wozwraszczenije)
- 1992: Andryusha
- 1985: Yeshcho lyublyu, yeshcho nadeyus